# モリノリ久
モリノリ久（もり のりひさ、1972年10月10日 - ）は、日本の男性声優。本名及び旧芸名は森 訓久。愛知県豊川市出身。演劇集団イヌッコロや人狼 ザ・ライブプレイングシアターでは舞台俳優としても活動している。

## 略歴
子供の頃から漫画、アニメが好きであり、特にヒーローもの、ロボットアニメを夢中で見ていた。
高校生の時にテレビアニメ『天空戦記シュラト』のドラマCDを聞いて「こんなに楽しそうにできる仕事があるんだ」と感じて声優を志す。
豊川市立千両小学校、豊川市立東部中学校を経て、愛知県立小坂井高等学校卒業後、代々木アニメーション学院声優科に進学。
アークプロダクション、TABプロダクション（プロフィール預かりで実際はフリー）を経て、2019年7月31日付で賢プロダクションを退所し、現在はフリーランスとして活動している。
2020年1月22日天赦日の一粒万倍日にあやかって、モリノリ久に改名することをtwitterで発表した。

## 人物
かないみかのプロデュースの下、宮下栄治、増川洋一、勝杏里と声優ユニット「Revolver」を結成している（2006年12月23日をもって活動休止）。
大のサッカー好きであり、一時トレーディングカードアーケードゲーム『WCCF』に熱中していた。また、文化放送 超!A&G+で放送中の吉野裕行の超ラジ!で毎年年末に行われる『ウイニングイレブン』大会に3回連続で出演している。
その他の趣味・特技は野球、モルック、パデル、三河弁。

## 出演
太字はメインキャスト。

### テレビアニメ
1993年
- ドラゴンリーグ（ドン、リュウ 他）

1994年
- 赤ずきんチャチャ（ヒトデ、オロッシー、ガンダー、アリマッキン、長男ブタ 他）

1995年
- ナースエンジェルりりかSOS（救急隊員、フェンシング部主将、モンスター）

1996年
- こちら葛飾区亀有公園前派出所（1996年 - 2002年、隅間千太郎、無念、コン太、チョキ太郎、村雨佐助、たぬき三郎、オジンゲリヨン、ディレクター 他）
- こどものおもちゃ（恩多武蔵）
- それいけ!アンパンマン（1996年 - 2024年、バナナボーイ、ウサギの男性）
- 水色時代（叔父さん、講師、掛川、アナウンス）
- るろうに剣心 -明治剣客浪漫譚-（ガスパル源右衛門、銀次、島田、観柳私兵、神風隊隊士 他）

1997年
- あずみマンマ・ミーア（愛一郎）
- ケロケロちゃいむ（先生、団長、商人、コック）
- さくらももこ劇場コジコジ（1998年 - 1999年、茶山太郎、やすあき 他）

1998年
- 浦安鉄筋家族（脳田）
- おじゃる丸（1998年 - 、川上さん、自転車おじさん 他）
- 発明BOYカニパン（バーコーメン、カンブリユドウフ）
- ビーストウォーズII 超生命体トランスフォーマー（シザーボーイ）

1999年
- 神風怪盗ジャンヌ（秘書）
- コレクター・ユイ（管制官、司会者、男、運転手）
- 十兵衛ちゃん -ラブリー眼帯の秘密-（甚左一派十人衆）
- 神八剣伝（ダイ、イシ、トウ、モリ、男）
- Di Gi Charat（喜美）
- HUNTER×HUNTER（第1作）（カッツォ、アモリ、マーメン、アイハハ、スクワラ）
- ビックリマン2000（聖浄樹、大トロ、悪餓り、長老ペン銀、巻戻死神）
- ひみつのアッコちゃん第3期（郵便局長）
- メダロット（1999年 - 2000年、ロッカーズ、セブンカラーズ、ガードマン、菊千代、十四代 他） - 2シリーズ

2000年
- 風まかせ月影蘭
- ドキドキ♡伝説 魔法陣グルグル（ザイマン）
- 週刊ストーリーランド（浪人生）
- ハムスター倶楽部（先生）
- へろへろくん（ムカムカ）
- マイアミ☆ガンズ（石川ハルキ、アカガワ小次郎）
- 遊☆戯☆王デュエルモンスターズ（佐竹）

2001年
- あぃまぃみぃ!ストロベリー・エッグ（鳴尾志朗）
- 仰天人間バトシーラー（ミジーメ・ゾンビー/鉄面ゾンビー/覆面ゾンビー）
- 神鵰侠侶 コンドルヒーロー
- デ・ジ・キャラット お花見すぺしゃる（ブラックゲマゲマ団、喜美）
- テニスの王子様（荒井将史、柳沢慎也）
- 破壊魔定光（ヒサジン）

2002年
- ガンフロンティア（住民、神父）
- キャプテン翼（選手A、選手B、ゴルバテ）
- SAMURAI DEEPER KYO（伐折羅）
- 真・女神転生Dチルドレン ライト&ダーク（トール、カイム）
- デジモンフロンティア（ハニービーモン）
- ぱにょぱにょデ・ジ・キャラット（客、マネージャー、町長、たこ焼き屋さん 他）
- ハングリーハート WILD STRIKER（郷原）
- 満月をさがして（ジョナサン、秋葉小太郎）

2003年
- AVENGER（科学者C）
- 金色のガッシュベル!!（2003年 - 2005年、金子、矢吹） - 2シリーズ
- 魁!!クロマティ高校（2003年 - 2004年、北斗武士、タバタくん 他）
- デ・ジ・キャラットにょ（ジョン、フーセン屋）

2004年
- かいけつゾロリ（あかなめ、漁師）
- ギャラクシーエンジェル（第4期）（提督）
- コロッケ!（フカヒレ）
- スウィート・ヴァレリアン（ストレス団A）
- 天上天下（帽子の男）
- まぶらほ（阿部拓人、太男）

2005年
- おねがいマイメロディ（平等院鳳凰、ポエム審査委員長）
- 韋駄天翔（ケン）

2006年
- 牙 -KIBA-（フィリップ）
- パンプキン・シザーズ（シュルツ）
- プリンセス・プリンセス（辻功）
- MÄR-メルヘヴン-（キャル）
- ヤマトナデシコ七変化♥（ひろし、写真部長）
- らぶドル 〜Lovely Idol〜（河井敬介）
- 流星のロックマン（2006年 - 2008年、宇田海深佑）　- 2シリーズ

2007年
- Yes!プリキュア5（2007年 - 2008年、鷲雄浩太） - 2シリーズ
- DARKER THAN BLACK -黒の契約者-（入所職員）
- 天元突破グレンラガン（ウコム）
- 遙かなる時空の中で3 紅の月（怨霊）
- メイプルストーリー（魔人）
- メジャーシリーズ（2007年 - 2010年、田代） - 4シリーズ
- レ・ミゼラブル 少女コゼット（グランテール、パン屋の主人）

2008年
- RD 潜脳調査室（サラリーマン）
- CLANNAD-クラナド-（他校生）
- スケアクロウマン（新婚の男）
- 秘密 〜The Revelation〜（小池）
- マッハガール（警官、テレビのアナウンサー、ヘリの警官、客A、中古車ショップの店主）
- ONE OUTS -ワンナウツ-（2008年 - 2009年、米兵H、山田、朝倉）

2009年
- 蒼天航路（程普）

2011年
- HUNTER×HUNTER（第2作）（ニコル）
- 変ゼミ（市河菱靖）
- みつどもえ 増量中!（アークマ）

2013年
- キルラキル（薮睨みの蟒草田男）

2014年
- 金田一少年の事件簿R（金龍東）
- フューチャーカード バディファイト（2014年 - 2015年、執事 セバスチャン、激突竜 ガエルゴルガ、祠堂末六、魔狼 フェンリル、氷獄王 コキュートスグリード、疾風 餓狼王、キリの父 他） - 2シリーズ

2015年
- 夜ノヤッターマン（オハナツーミ）

2016年
- うしおととら（赤羽）

2017年
- ようこそ実力至上主義の教室へ（楠田ゆきつ）

2018年
- 伊藤潤二『コレクション』（男）
- メジャーセカンド（2018年 - 2020年、田代） - 2シリーズ

2022年
- 令和のデ・ジ・キャラット（2022年 - 2023年、喜美、ナゾ団②）

2023年
- キャプテン翼シーズン2 ジュニアユース編（2023年 - 2024年、住友三郎、バルバス）

### 劇場アニメ
- アリーテ姫（2001年、金髪の騎士）
- Di Gi Charat 星の旅（2001年、喜美）
- 劇場版 テニスの王子様 跡部からの贈り物 〜君に捧げるテニプリ祭り〜（2005年、荒井将史）

### OVA
- 太陽の船 ソルビアンカ（1999年、海賊A、地球軍オペレーター）
- るろうに剣心 -明治剣客浪漫譚- 追憶編（1999年、石地）
- HUNTER×HUNTER ORIGINAL VIDEO ANIMATION（2002年、スクワラ）
- Di Gi Charat劇場 ぴよこにおまかせぴょ!（2003年、ブラックゲマゲマ団員B、客、馬、あさりしじみ屋）
- 魔女っ娘つくねちゃん（2005年、服部君）
- 聖闘士星矢 THE LOST CANVAS 冥王神話（2009年、キューブ）
- 変ゼミ（2010年、市河菱靖）

### Webアニメ
- 君に届け 3RD SEASON（2024年、加藤一）

### ゲーム
1995年
- おやじハンターマージャン（ロリコンおやじ）

1997年
- るろうに剣心 -明治剣客浪漫譚- 十勇士陰謀編

2000年
- ブレイドアーツ 〜黄昏の都ルルイエ〜（マリオン）

2001年
- トゥルーラブストーリー3（ファンクラブ会長）
- ドキドキプリティリーグ Lovely Star（野々原君行、鈴木習良ヱ門）

2002年
- TRUE BLUE（福井正信）

2003年
- あしたのジョー 〜まっ白に燃え尽きろ!〜（稲垣、少年院生、葉子の側近、白木ジム生）
- ビストロ・きゅーぴっと2（ラトー・コリアンダー）
- ゲゲゲの鬼太郎 異聞妖怪奇譚
- ゲゲゲの鬼太郎 逆襲!妖魔大血戦
- テニスの王子様2003 COOL BLUE（柳沢慎也）
- テニスの王子様 SMASH HIT!（柳沢慎也）
- テニスの王子様 SMASH HIT! 2（柳沢慎也）
- テニスの王子様SWEAT & TEARS 2（荒井将史&柳沢慎也）

2004年
- GALAXY ANGEL 〜Eternal Lovers〜（ヴァイン）
- コロッケ!Great 時空の冒険者（フカヒレ、ファイター）
- 魁!!クロマティ高校〜これはひょっとしてゲームなのか!?編〜（北斗武士）
- テニスの王子様2004 GLORIOUS GOLD（柳沢慎也）
- テニスの王子様 最強チームを結成せよ!（柳沢慎也）
- テニスの王子様 RUSH&DREAM!（荒井将史&柳沢慎也）

2005年
- コロッケ!DS 天空の勇者たち（フカヒレ）
- テニスの王子様 学園祭の王子様（柳沢慎也）

2007年
- テニスの王子様 ドキドキサバイバル 〜海辺のseacret〜（柳沢慎也）

2010年
- テニスの王子様 もっと学園祭の王子様（柳沢慎也）

2011年
- 第2次スーパーロボット大戦Z 破界篇
- ファイナルファンタジー零式（フィールドボイス）

2015年
- ジョジョの奇妙な冒険 アイズオブヘブン（スクアーロ）

### CD・ドラマCD
- Di Gi Charat X'mas Album Welcome to X'mas（喜美）
- Di Gi Charat X'mas CD 2003 Princess X'mas（喜美）
- にょにょらじＣＤ
- 紳士同盟†（辻宮征光）
- テニスの王子様 THE BEST OF RIVAL PLAYERS V 『青い炎』（木更津 淳＆柳沢慎也）
- テニスの王子様 オン・ザ・レイディオ MONTHLY 2005 MAY パーソナリティ:置鮎龍太郎（手塚国光）&森訓久（柳沢慎也）
- テニスの王子様 オン・ザ・レイディオ MONTHLY 2006 FEBRUARY （柳沢慎也）
- テニスの王子様 オン・ザ・レイディオ MONTHLY 2006 SEPTEMBER（柳沢慎也）
- 悩殺ジャンキー（アシスタント）※2005年花とゆめ20号付録
- 最終神話戦争イデアオペラ オリジナルドラマCD 第3章 輝ける悠遠の女神（サラマンダー、キマイラ）
- 週刊アニメグランプリ 冨永みーなとプリプリ隊
- イースII 〜天空の失楽園〜（ルタ）
- カオシックルーン（我謝コウジ、機界サラリーマン）
- きりん幼稚園へようこそ（平沢亮平）
- 銀の勇者（刺客B）
- 魁!!クロマティ高校 特別編（北斗武士）
- ロックCDドラマ Yo-Jin-Bo 隠れ銀山に血煙が舞う（鮫島平佐）
- マゼールへようこそ！ 〜ボク達、地球にナンパしに来ました〜（シュウ）
- マゼールからこんにちは！ 〜僕たち宇宙人ですが、地球の平和、守っちゃいます〜（シュウ）
- こち亀百歌選〜主題歌ベストコレクション〜
- TVアニメーション「プリンセス・プリンセス」ドラマCD4
- 新テニスの王子様オン・ザ・レイディオ オープニングテーマ『赤い氷』（2019年、配信シングル）

### 特撮
- ボイスラッガー（1999年、電気屋の辰役）
- スーパー戦隊シリーズ
  - 天装戦隊ゴセイジャー（2010年、幽魔獣・ケサランパサランのペサラン挫の声）
  - 海賊戦隊ゴーカイジャー（2011年、ドゴーミンの声）
- 仮面ライダーゴースト（2015年、音符眼魔の声）

### ラジオ
- 森くん25分（インターネットラジオ）
- にょにょらじ
- みか・もりしゃんのGamers Amusement Station（ラジオ関西&音泉／2004年10月1日 - 2005年7月22日）
- みか・もりしゃんのぴんくだよ!ぶらっくどらごん（ラジオ関西）
- テニスの王子様 オン・ザ・レイディオ（マンスリーパーソナリティーやゲスト出演のため、いつやるか等は決まっていない）
- 変ラボ（アニメイトTV）
- 新テニスの王子様 オン・ザ・レイディオ（マンスリーパーソナリティーやゲスト出演のため、いつやるか等は決まっていない）

### CM
- 魁!!クロマティ高校〜これはひょっとしてゲームなのか!?編〜（北斗武士）

### 舞台

#### 演劇集団イヌッコロ
- 第1回公演『オタッカーズ・ハイ』（2010年4月30日 - 5月2日、中目黒ウッディーシアター）
- 第2回公演『苦闘のラブリーロバー』（2010年12月09日 - 12月12日、ウッディーシアター中目黒）
- 第3回公演『ギャングアワー』（2011年6月28日 - 7月3日、劇場MOMO）
- 第4回公演『苦闘のラブリーロバー再』（2011年11月30日 - 12月4日、ウッディーシアター中目黒）
- 第5回公演『恋するアンチヒーロー』（2012年7月18日 - 7月22日、テアトルBONBON）
- 第7回公演『リバースヒストリカ』（2013年10月16日 - 10月20日、中野ザ・ポケット）
- 第8回公演『ハッピーハードラック』（2014年4月1日 - 4月6日、テアトルBONBON）
- 第9回公演『ご町内デュエル』（2014年10月14日 - 10月19日、ザ・ポケット）
- 第10回公演『スペーストラベロイド』（2015年8月4日 - 8月9日、テアトルBONBON）
- SHOW CASE ver.3『苦闘のラブリーロバー』（2015年12月9日 - 12月13日、ポケットスクエア）
- showcase ver.4『冒険者たちのホテル』（2016年3月23日 - 3月28日、テアトルBONBON）＊主演
- イヌッコロVSシザーブリッツ デュエル公演 チームイヌッコロ『ご町内デュエル』（2016年10月27日 - 11月6日、サンモールスタジオ）
- 第11回公演『まわれ！無敵のマーダーケース』（2017年 3月21日〜3月26日、中野ザ・ポケット）
- Showcase ver.5『いえないアメイジングファミリー』（2017年 9月13日〜 9月18日、Theater スターフィールド）
- 第12回本公演『となりのホールスター』（2018年5月8日 - 5月13日、中野ザ・ポケット）
- Showcace ver.6『オタッカーズ・ハイ』（2018年10月16日 - 10月21日、サンモールスタジオ）[18]
- 第13回本公演『いえないアメイジングファミリー』（2019年1月30日 - 2月10日、テアトルBONBON）[19]＊TEAM Aのみ
- 第14回本公演『いさめ！池田屋シアター』（2019 年 9月11日 - 12月16日、ポケットスクエアザ・ポケット）[20]
- 第15回本公演『かげきなデイリープレイス』（2024年9月18日 - 22日、ポケットスクエアザ・ポケット）[21]

#### 個人出演
- ミュージカル 水色時代（1996年、銀座博品館劇場）
- ミュージカル 水色時代・再演（1997年、新神戸オリエンタル劇場）
- ミュージカル HUNTER×HUNTER（2000年 - 2001年、東京新宿全労済ホール/スペース・ゼロ）
- Di Gi Charat Concert in横浜アリーナ〜2001.3.20〜（2001年、横浜アリーナ）
- BROCCOLI THE LIVE Ⅲin大宮ソニックシティ2003.12.27（2003年、バックダンサー出演）
- ブロッコリー10周年記念まつりステージ「デ・ジ・キャラットステージ」（2004年、池袋サンシャインシティ）
- 新あっぷるず朗読劇 悟りとサソリとパンケーキ（2004年、豊島区民センター）
- BROCCOLI THE LIVE Ⅳ in横浜アリーナ2004.5.30（2004年、横浜アリーナ）
- ジャンプフェスタ2004 ONE PIECE ミュージカル（2004年、道化のバギー）
- あなたとX'mas〜賢プロおもちゃ箱Part.2〜（2004年、ヤクルトホール）
- 賢プロダクションイベント 賢プロおもちゃ箱Part3（2006年、ヤクルトホール）
- テニプリフェスタ2011 in 武道館-心・技・体-（2011年、日本武道館）＊技公演のみ出演
- トライフルエンターテイメント＋演劇集団イヌッコロ『オタッカーズ・ハイ』（2011年4月5日 - 4月10日、テアトルBONBON）
- 演劇集団Z団『満天のパティシエ』（2012年3月7日 - 3月11日、ウッディーシアター中目黒）
- イヌッコロ×ACTOLI×シザーブリッツ トリプルコラボ公演『恋するアンチヒーロー』（2015年5月8日 - 5月17日、新宿サンモールスタジオ）
- ラ・セッテ×イヌッコロコラボ公演Team P『まわれ！無敵のマーダーケース』（2017年10月12日 - 10月22日、サンモールスタジオ）
- マシンキカクver.1『苦闘のラブリーロバー』（2017年、劇場MOMO）＊ゲスト出演
- イヌフェス第1弾羽仁プロデュース『恋するアンチヒーロー』（2018年、劇場MOMO）＊ゲスト出演
- 人狼 ザ・ライブプレイングシアター#33:EXAM（2019年、エリック）
- 羽仁プロデュース第2弾『天爛のパティシエ』（2019年5月14日 - 5月19日、八幡山ワーサルシアター）
- WBBplus『まわれ！無敵のマーダーケース』（2019年7月23日 - 7月28日、中野ザ・ポケット）
- 人狼 ザ・ライブプレイングシアター#35:STELLA（2019年、エリック）
- 人狼 ザ・ライブプレイングシアター#36:EXAM（2020年、エリック）
- プロスパードッグス『まわれ！無敵のマーダーケース2023』（2023年3月29日 - 4月2日、テアトルBONBON）

### 舞台演出
- 演劇集団イヌッコロ第６回公演『冒険者たちのホテル』（2013年4月4日 - 4月7日、テアトルBONBON）
- 演劇集団イヌッコロShowcase ver.2『恋するアンチヒーロー』（2014年7月24日 - 8月3日、テアトルBONBON）
- イヌッコロVSシザーブリッツ デュエル公演 チームシザーブリッツ『ご町内デュエル』（2016年10月27日 - 11月6日、サンモールスタジオ）

### その他コンテンツ
- TECH Win VoiceFan（雑誌付録）
- Britannia News Network（マーク・エヴァンス）
  - ウルティマオンラインの公式サイト上で配信されている動画・音声コンテンツ。
- スマイルプリキュア! ミュージカルショー（ガイコツ）

### シリーズ一覧
1. ↑  『流星のロックマン』（2006年 - 2007年）、続編『流星のロックマン トライブ』（2007年 - 2008年）